# Cynisca
Cynisca is een geslacht van wormhagedissen uit de familie wormhagedissen sensu stricto (Amphisbaenidae).

## Naam en indeling
De wetenschappelijke naam van de groep werd voor het eerst voorgesteld door John Edward Gray in 1866. Er zijn twintig soorten, inclusief de soorten Cynisca chirioi, Cynisca ivoirensis en Cynisca manei, die pas in 2014 voor het eerst zijn beschreven.

## Verspreiding en habitat
Alle soorten komen voor in delen van Afrika en leven in de landen Benin, Burkina Faso, Centraal-Afrikaanse Republiek, Mali, Gabon, Gambia, Ghana, Guinee, Guinee-Bissau, Kameroen, Liberia, Mali, Niger, Nigeria, Senegal, Sierra Leone, Togo en Tsjaad.
De habitat bestaat uit vochtige tropische en subtropische laaglandbossen, vochtige savannen en droge tropische en subtropische bossen.

## Beschermingsstatus
Door de internationale natuurbeschermingsorganisatie IUCN is aan vijftien soorten een beschermingsstatus toegewezen. Drie soorten worden gezien als 'veilig' (Least Concern of LC), twee soorten als 'kwetsbaar' (Vulnerable of VU), zeven soorten als 'onzeker' (Data Deficient of DD) en een soort als 'bedreigd' toegewezen (Endangered of EN). De soorten Cynisca gansi en Cynisca kigomensis ten slotte worden beschouwd als 'ernstig bedreigd' (Critically Endangered of CR).

### Soorten
Het geslacht omvat de volgende soorten die onderstaand zijn weergegeven, met de auteur en het verspreidingsgebied.
| Naam                 | Auteur                    | Verspreidingsgebied                                                                                      |
| -------------------- | ------------------------- | --- |
| Cynisca bifrontalis  | Boulenger, 1906           | Gabon |
| Cynisca chirioi      | Trape, Mané & Baldé, 2014 | Guinee                                                                                                   |
| Cynisca degrysi      | Loveridge, 1941           | mogelijk in Sierra Leone en Nigeria                                                                      |
| Cynisca feae         | Boulenger, 1906           | Guinee-Bissau, Gambia, Senegal, Guinee                                                                   |
| Cynisca gansi        | Dunger, 1968              | Nigeria                                                                                                  |
| Cynisca haugi        | Mocquard, 1904            | Gabon |
| Cynisca ivoirensis   | Trape & Mané, 2014        | Ivoorkust                                                                                                |
| Cynisca kigomensis   | Dunger, 1968              | Nigeria                                                                                                  |
| Cynisca kraussi      | Peters, 1878              | Ghana |
| Cynisca leonina      | Müller, 1885              | Guinee-Bissau, Guinee                                                                                    |
| Cynisca leucura      | Duméril & Bibron, 1839    | Ivoorkust, Ghana, Togo, Benin, Niger, Nigeria, Burkina Faso, Centraal-Afrikaanse Republiek, Mali, Tsjaad |
| Cynisca liberiensis  | Boulenger, 1878           | Liberia, Sierra Leone, Guinee                                                                            |
| Cynisca manei        | Trape, 2014               | Senegal, Guinee-Bissau                                                                                   |
| Cynisca muelleri     | Strauch, 1881             | Ghana, Togo                                                                                              |
| Cynisca nigeriensis  | Dunger, 1968              | Nigeria                                                                                                  |
| Cynisca oligopholis  | Boulenger, 1906           | Guinee-Bissau, Guinee                                                                                    |
| Cynisca rouxae       | Hahn, 1979                | Ivoorkust                                                                                                |
| Cynisca schaeferi    | Sternfeld, 1912           | Kameroen                                                                                                 |
| Cynisca senegalensis | Gans, 1987                | Senegal, Guinee                                                                                          |
| Cynisca williamsi    | Gans, 1987                | Ghana |